# アルビス五月ヶ丘
アルビス五月ヶ丘（アルビスさつきがおか）は、大阪府池田市五月丘にある、独立行政法人都市再生機構が運営する住宅団地である。アルビス五月丘とも表記される。
本項では、前身である五月ヶ丘団地（さつきがおかだんち）についても記述する。

## 概要
鉄筋コンクリート構造であり、棟数は 28 である。エレベーターが設備されたマンションタイプの団地である。五月丘二丁目から三丁目にかけての区域に建設されている。団地の区画内には、1979年開設の五月丘会館、2003年完成の中央集会所の他に、北集会所などがある。
阪急電鉄の阪急宝塚本線の池田駅からは、徒歩でおよそ15分ほど、阪急バスでおよそ7分ほど、石橋阪大前駅からは、阪急バスでおよそ17分ほどのところにある。周辺には、池田市立渋谷中学校、池田市立五月丘小学校の他に、五月山公園、横岡公園、山之手公園、塩塚公園などがある。

## 由来
1955年（昭和30年）5月25日の広報において、当時市長であった武田義三は、「五月ヶ丘一帯の地域を一応の候補地としてこれが誘致に全力をあげたい」と語っている。1956年（昭和31年）、日本住宅公団によって五月ヶ丘団地を建設するための開発が始められた。もともとミカンの畑が多数存在していた五月山山麓の丘陵地が、土地区画整理事業によって開発されていった。
1957年（昭和32年）、五月ヶ丘団地の建設が開始される。工事が進められる中で、団地建設予定地内の池田茶臼山古墳が破壊される危機に瀕したが、郷土史家や市民らによって保存運動が展開され、古墳は公園の一部として保存されることとなった。
1959年（昭和34年）8月から1962年（昭和37年）4月にかけて、入居が行われた。1959年（昭和34年）に五月ヶ丘団地が完成した。敷地面積は 101,426 平方メートルであり、総戸数は 1,577 戸である。1998年（平成10年）から2003年（平成15年）にかけて、住宅・都市整備公団（後の都市基盤整備公団、現在の独立行政法人都市再生機構）によって建て替え工事が行われ、アルビス五月ヶ丘となる。2019年4月より、121号棟前が池田市立図書館の移動図書館「さつき号」のステーションの1つとなっている。